# Zappa in New York
Albums de Frank Zappa
Zoot Allures
(1976) Studio Tan
(1978)
Zappa in New York est un album live de Frank Zappa enregistré lors d'une série de concerts entre le 26 et le 29 décembre 1976 au Palladium de New York, et publié en 1978.

## Liste des titres
Tous les titres sont de Frank Zappa.

### Original LP
1. Titties & Beer – 5 min 39 s
2. I Promise Not to Come in Your Mouth – 2 min 50 s
3. Big Leg Emma – 2 min 17 s
4. Sofa – 3 min 15 s
5. Manx Needs Women – 1 min 40 s
6. The Black Page Drum Solo/Black Page #1 – 4 min 06 s
7. Black Page #2 – 5 min 31 s
8. Honey, Don't You Want a Man Like Me? – 4 min 15 s
9. The Illinois Enema Bandit – 12 min 31 s
10. The Purple Lagoon – 16 min 57 s

### CD
CD 1
1. Titties & Beer – 7 min 36 s
2. Cruisin' for Burgers* – 9 min 12 s
3. I Promise Not to Come in Your Mouth – 3 min 32 s
4. Punky's Whips* – 10 min 51 s
5. Honey, Don't You Want a Man Like Me? – 4 min 12 s
6. The Illinois Enema Bandit – 12 min 41 s

CD 2
1. I'm the Slime* – 4 min 24 s
2. Pound for a Brown* – 3 min 41 s
3. Manx Needs Women – 1 min 51 s
4. The Black Page Drum Solo/Black Page #1 – 3 min 50 s
5. Big Leg Emma – 2 min 17 s
6. Sofa – 2 min 56 s
7. Black Page #2 – 5 min 36 s
8. The Torture Never Stops* – 12 min 35 s
9. The Purple Lagoon/Approximate – 16 min 40 s

*Titres non présents dans la version vinyle

## Musiciens
Ce live de Frank Zappa enregistré à la fin de l'année 1976 avec pour line-up : 
- Frank Zappa — lead guitare, chant
- Ray White — guitare rythmique, chant
- Eddie Jobson — claviers, violon, chant
- Patrick O'Hearn — basse, chant
- Terry Bozzio — batterie, chant
- Ruth Underwood — percussions, synthétiseur
- Don Pardo — annonces
- David Samuels — vibraphone
- Randy Brecker — trompette
- Michael Brecker — ténor saxophone, flûte
- Lou Marini — alto saxophone, flûte
- Ronnie Cuber — saxophone baryton, clarinette
- Tom Malone — trombone, trompette, piccolo
- John Bergamo — percussion over-dub
- Ed Mann — percussion over-dub
- Louanne Neil — osmotic harpe over-dub

## Production
- Production : Frank Zappa
- Ingénierie : Bob Liftin, Davey Moire, Rick Smith
- Direction musicale : Frank Zappa
- Conception pochette : John Williams
- Photo couverture : Dweezil Zappa
- Autres photos : Gail Zappa